# Heinrich Gottron
Heinrich Adolf Gottron (* 10. März 1890 in Oppenheim; † 23. Juni 1974 in Mainz) war ein deutscher Dermatologe (Hautarzt) und Hochschullehrer.

## Leben
Heinrich Gottron studierte  Medizin an den Universitäten Freiburg, Berlin, München, Heidelberg, Leipzig und Bonn. 1916 wurde er promoviert. Im Ersten Weltkrieg diente er als Militärarzt, sein letzter Dienstgrad war der eines Oberstarztes.
1919 ging er an die Charité nach Berlin, habilitierte sich dort 1930 mit einer Arbeit über Majocchis purpura und war dort ab 1933 apl. Professor.
Am 1. Oktober 1935 übernahm Gottron den Lehrstuhl für Dermatologie an der Universität Breslau, die sich unter Albert Neisser und Joseph Jadassohn zu einer der führenden Hautkliniken weltweit etabliert hatte. Sein Vorgänger Max Jessner war aufgrund seiner jüdischen Abstammung zum Rücktritt gezwungen worden. 1939 wurde er dort auch Chefarzt der Dermatologischen Universitätsklinik.
Am 30. August 1937 beantragte Gottron die Aufnahme in die NSDAP und wurde rückwirkend zum 1. Mai desselben Jahres aufgenommen (Mitgliedsnummer 5.554.087). Er gehörte der SA-Reserve und dem Beirat der im November 1942 entstandenen Deutschen Gesellschaft für Konstitutionsforschung an, zu deren Gründungsvätern er mit Ernst Kretschmer, August Mayer und Günther Just gehörte. Im Jahr 1943 war Gottron Dekan der Medizinischen Fakultät der Universität Breslau und gratulierte Ferdinand Sauerbruch zur Verleihung des Ritterkreuzes des Kriegsverdienstkreuzes mit Schwertern. Bei dem Bevollmächtigten für das Gesundheitswesen Karl Brandt (Begleitarzt Adolf Hitlers) war er ab 1944 auch Angehöriger des wissenschaftlichen Beirates.
Vom 1. August 1946 bis zu seiner Emeritierung 1961 war Gottron Professor für Dermatologie an der Eberhard-Karls-Universität Tübingen und dort Chefarzt der Hautklinik. Er war zudem 1949 Mitbegründer der Gesellschaft für Konstitutionsforschung und gehörte zu den bedeutenden Dermatologen der Nachkriegszeit.
Nach ihm und seinem Lehrer Georg Arndt ist das Arndt-Gottron-Syndrom (Skleromyxödem) benannt. Auch die Erythrokeratodermia progressiva symmetrica, die Familiäre Akrogerie (Gottron-Syndrom) und andere Erkrankungen wurden mit Gottrons Namen benannt.

## Ehrungen
- 1960: Ehrendoktorwürde Dr. med. vet. h. c.
- 1964: Paracelsus-Medaille der deutschen Ärzteschaft
- 1966: Großes Bundesverdienstkreuz mit Stern

Nach ihm benannt wurde die Acrogeria Gottron (Gottron-Syndrom), die erstmals von ihm 1941 beschrieben wurde, sowie fünf weitere Erkrankungen der Haut.

## Schriften
- Beiträge in: Joseph Jadassohn (Hrsg.): Handbuch für Haut- und Geschlechtskrankheiten. 23 Bände. Springer, Heidelberg 1927–1934.
- Beiträge in: Leopold Arzt, Karl Zieler (Hrsg.): Die Haut- und Geschlechtskrankheiten: Eine zusammenfassende Darstellung für die Praxis. Urban & Schwarzenberg, Berlin, Wien 1934.
- mit Walther Schönfeld, Dermatologie und Venerologie. Einschließlich Berufskrankheiten, dermatologische Kosmetik und Andrologie. 5 Bände in 10 Teilbänden. Thieme, Stuttgart 1958–1970.
- Nicht entzündliche Dermatosen I. Springer, Heidelberg 1963.
- Vererbung von Hautkrankheiten. Springer, Heidelberg 1966.
- Nicht entzündliche Dermatosen II. Springer, Heidelberg 1969.